# Buck Williams
Charles Linwood "Buck" Williams (Rocky Mount, Carolina del Norte; 8 de marzo de 1960) es un exjugador de baloncesto estadounidense que militó en la NBA durante 17 temporadas. Con 2,03 metros de altura jugaba de ala-pívot.

## Carrera

### Universidad
Procedente del Instituto Rocky Mount Senior, Williams asistió a la Universidad de Maryland, teniendo un éxito inmediato al ser nombrado Rookie del Año de la Atlantic Coast Conference en 1979. Lideró la ACC en rebotes en dos ocasiones, mientras que promedió 15,5 puntos en sus años sophomore y júnior. En 1981 fue elegido en el mejor quinteto del All-American y de la ACC, al igual que en 1980 esto último. En 1980 fue seleccionado para disputar los Juegos Olímpicos junto con los posteriormente campeones de la NBA Isiah Thomas y Mark Aguirre; sin embargo nunca defendió los colores de la selección en Moscú debido al boicot norteamericano.

### NBA
New Jersey Nets le seleccionó en el Draft de 1981 en la tercera posición por detrás de Aguirre y Thomas. En su primera temporada en los Nets promedió 15.5 puntos y 12.3 rebotes en los 82 partidos de la temporada, siendo además elegido Rookie del Año. En los Nets disputó 8 temporadas a un grandísimo nivel, muestra de ello es que en sus seis primeras campañas nunca bajó de 12 rebotes por partido y jugó dos All-Star Game, en 1983 y en 1986. 
El 24 de junio de 1989 fue traspasado a Portland Trail Blazers a cambio de Sam Bowie y una ronda de draft. En los Blazers continuó con su sólido juego, formando parte de un equipo más competitivo que los pasados Nets ya que contaban con un dúo en el perímetro formado por Clyde Drexler y Terry Porter. En su estancia en los Blazers descendió en puntos aunque se siguió mostrando como un excelso reboteador a pesar del paso de los años. Con el equipo disputó dos Finales de la NBA, en 1990 y 1992, perdiendo ambas ante Detroit Pistons y Chicago Bulls respectivamente. En 1996 fichó por New York Knicks para jugar las últimas dos campañas en su carrera. En su primer año en los Knicks cumplió con 6.3 puntos y 5.4 rebotes por partido, mientras que en la siguiente temporada se tuvo que perder 41 partidos por lesión. 

### Retirada
El 27 de enero de 1999 anunció su retirada del baloncesto profesional tras 17 temporadas en activo y más de 16.000 puntos y 13 000 rebotes en total, siendo uno de los siete jugadores en la historia de la NBA en lograr esta marca. 
En 1999, los Nets retiraron su dorsal número 52.
En 2002, Williams fue uno de los ocho jugadores de Maryland elegido en el mejor equipo del 50 aniversario de la ACC.

## Estadísticas de su carrera en la NBA
|  | Líder de la liga |

### Temporada regular
| Año      | Equipo     | PJ   | PT   | MPP  | %TC  | %3P   | %TL  | RPP  | APP | ROB | TPP | PPP  |
| -------- | ---------- | ---- | ---- | ---- | ---- | ----- | ---- | ---- | --- | --- | --- | ---- |
| 1981-82  | New Jersey | 82   | 82   | 34.5 | .582 | .000  | .624 | 12.3 | 1.3 | 1.0 | 1.0 | 15.5 |
| 1982-83  | New Jersey | 82   | 82   | 36.1 | .588 | .000  | .620 | 12.5 | 1.5 | 1.1 | 1.3 | 17.0 |
| 1983-84  | New Jersey | 81   | 81   | 37.1 | .535 | .000  | .570 | 12.3 | 1.6 | 1.0 | 1.5 | 15.7 |
| 1984-85  | New Jersey | 82   | 82   | 38.8 | .530 | .250  | .625 | 12.3 | 2.0 | .8  | 1.3 | 18.2 |
| 1985-86  | New Jersey | 82   | 82   | 37.4 | .523 | .000  | .676 | 12.0 | 1.6 | .9  | 1.2 | 15.9 |
| 1986-87  | New Jersey | 82   | 82   | 36.3 | .557 | .000  | .731 | 12.5 | 1.6 | 1.0 | 1.1 | 18.0 |
| 1987-88  | New Jersey | 70   | 70   | 37.7 | .560 | 1.000 | .668 | 11.9 | 1.6 | 1.0 | .6  | 18.3 |
| 1988-89  | New Jersey | 74   | 72   | 33.1 | .531 | .000  | .666 | 9.4  | 1.1 | .8  | .5  | 13.0 |
| 1989-90  | Portland   | 82   | 82   | 34.2 | .548 | .000  | .706 | 9.8  | 1.4 | .8  | .5  | 13.6 |
| 1990-91  | Portland   | 80   | 80   | 32.3 | .602 | –     | .705 | 9.4  | 1.2 | .6  | .6  | 11.7 |
| 1991-92  | Portland   | 80   | 80   | 31.5 | .604 | .000  | .754 | 8.8  | 1.4 | .8  | .5  | 11.3 |
| 1992-93  | Portland   | 82   | 82   | 30.5 | .511 | .000  | .645 | 8.4  | .9  | 1.0 | .7  | 8.3  |
| 1993-94  | Portland   | 81   | 81   | 32.5 | .555 | .000  | .679 | 10.4 | 1.0 | .7  | .6  | 9.7  |
| 1994-95  | Portland   | 82   | 82   | 29.5 | .512 | .500  | .673 | 8.2  | 1.0 | .8  | .8  | 9.2  |
| 1995-96  | Portland   | 70   | 10   | 23.9 | .500 | .667  | .668 | 5.8  | .6  | .6  | .7  | 7.3  |
| 1996-97  | New York   | 74   | 4    | 20.2 | .537 | .000  | .642 | 5.4  | .7  | .5  | .5  | 6.3  |
| 1997-98  | New York   | 41   | 6    | 18.0 | .503 | –     | 732  | 4.5  | .5  | .4  | .4  | 4.9  |
| Total    | Total      | 1307 | 1140 | 32.5 | .549 | .167  | .664 | 10.0 | 1.3 | .8  | .8  | 12.8 |
| All-Star | All-Star   | 3    | 0    | 20.3 | .526 | –     | .455 | 8.0  | 2.0 | .3  | .7  | 8.3  |

### Playoffs
| Año   | Equipo     | PJ  | PT | MPP  | %TC  | %3P  | %TL  | RPP  | APP | ROB | TPP | PPP  |
| ----- | ---------- | --- | -- | ---- | ---- | ---- | ---- | ---- | --- | --- | --- | ---- |
| 1982  | New Jersey | 2   | –  | 39.5 | .538 | –    | .467 | 10.5 | 1.5 | .5  | 1.0 | 17.5 |
| 1983  | New Jersey | 2   | –  | 42.5 | .500 | –    | .800 | 11.5 | 2.0 | 1.0 | 1.0 | 19.0 |
| 1984  | New Jersey | 11  | –  | 43.0 | .485 | –    | .556 | 14.1 | 1.5 | 1.5 | 1.5 | 15.5 |
| 1985  | New Jersey | 3   | –  | 41.0 | .650 | –    | .733 | 10.7 | .3  | 1.0 | 1.7 | 24.7 |
| 1986  | New Jersey | 3   | –  | 42.0 | .724 | –    | .769 | 10.3 | .7  | 2.0 | .3  | 20.7 |
| 1990  | Portland   | 21  | –  | 37.0 | .508 | –    | .676 | 9.2  | 1.9 | .6  | .3  | 13.0 |
| 1991  | Portland   | 16  | 16 | 37.0 | .500 | –    | .603 | 8.9  | .9  | .6  | .3  | 10.3 |
| 1992  | Portland   | 21  | 21 | 36.1 | .508 | –    | .758 | 8.5  | 1.0 | 1.3 | .8  | 9.6  |
| 1993  | Portland   | 4   | 4  | 36.1 | .478 | –    | .684 | 7.3  | .3  | .3  | .8  | 8.8  |
| 1994  | Portland   | 4   | 4  | 36.1 | .679 | –    | .867 | 8.8  | .5  | 1.0 | .5  | 12.8 |
| 1995  | Portland   | 3   | 3  | 36.1 | .600 | –    | .636 | 6.3  | .3  | 1.3 | .7  | 8.3  |
| 1996  | Portland   | 5   | 1  | 26.6 | .391 | .500 | .714 | 5.0  | .2  | .2  | .8  | 4.8  |
| 1997  | New York   | 10  | 1  | 19.3 | .486 | –    | .529 | 4.0  | .6  | .3  | .4  | 4.3  |
| 1998  | New York   | 3   | 0  | 15.0 | .444 | –    | .750 | 5.3  | .3  | .0  | .3  | 4.7  |
| Total | Total      | 108 | –  | 34.4 | .520 | .500 | .672 | 8.7  | 1.0 | .8  | .6  | 11.2 |